# Karel Pecháček
Karel Pecháček (* 8. dubna 1941, Praha) je český bývalý středoškolský pedagog, disident komunistického režimu, který v roce 1977 odmítl podepsat Antichartu. V roce 1990 byl zvolen poslancem České národní rady za Občanské fórum.

## Biografie

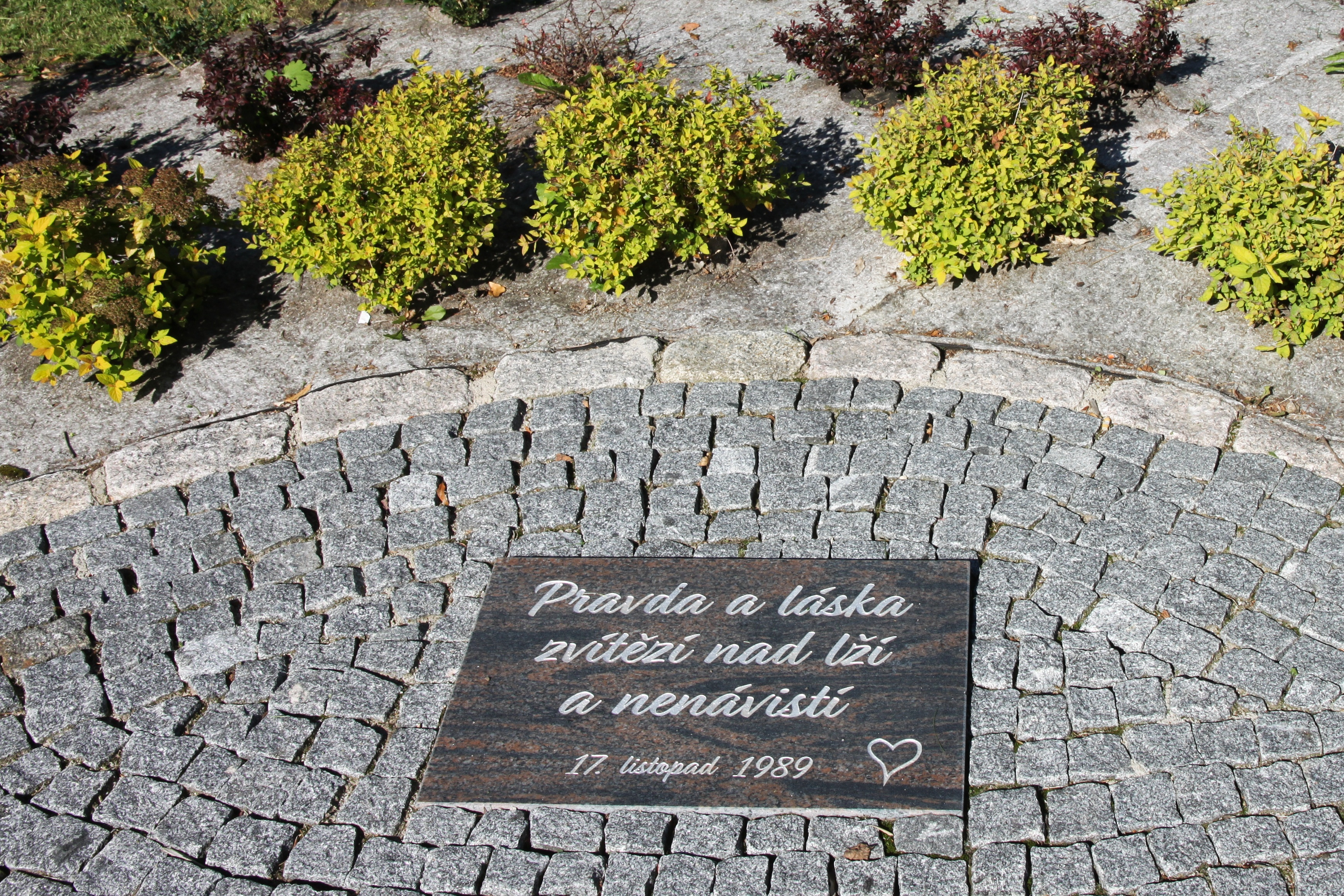
Pamětní deska k 30. výročí sametové revoluce v Zahradní ulici v Prachaticích

Karel Pecháček vystudoval biologii a chemii na Vysoké škole pedagogické v Praze a posléze postgaraduálně geologii na Univerzitě Jana Evangelisty Purkyně v Brně. Po studiu v roce 1963 dostal umístěnku na gymnázium v Prachaticích, kde působil jako pedagog do roku 1977, kdy musel ze dne na den odejít, protože odmítl podepsat protest proti Chartě 77, stejně jako jeho kolega Jan Urban. Začal pracovat v dělnických profesích, nejprve jako závozník a pak jako řidič. Od roku 1985 se živil jako technolog biologické ochrany skleníkových rostlin v JZD Chelčice.
Po sametové revoluci byl rehabilitován a ve volbách v roce 1990 byl zvolen poslancem České národní rady za Občanské fórum.
Po skončení mandátu v roce 1992 se vrátil do prachatického gymnázia, kde působil až do roku 2002, kdy odešel do důchodu. Svoji pedagogickou dráhu ukončil v ZŠ Vodňanská Prachatice, kde jako důchodce po dobu jednoho roku vyučoval chemii.
V listopadu v roce 2019 u příležitosti 30. výročí sametové revoluce odhalil pamětní kamennou desku v Zahradní ulici v Prachaticích s nápisem „Pravda a láska zvítězí nad lží a nenávistí“.
Mezi jeho koníčky patří vodácký sport.